# Ophiodes yacupoi
La víborita de cristal olivácea (Ophiodes yacupoi), también llamado  mboí pepé oliváceo es una especie de lagarto ápodo de la familia Diploglossidae. Su distribución geográfica abarca el noreste de la Argentina. Es una especie relacionada con Ophiodes striatus. Pertenece al género Ophiodes, endémico de Sudamérica. 

## Distribución
Habita en la Mesopotamia argentina, en las provincias de Corrientes, Entre Ríos, y Misiones, en los departamentos de Capital, Iguazú, San Pedro, Cainguás, y General Belgrano; de esta última provincia procede el ejemplar tipo. No se descarta que también se lo halle en los estados de Paraná, Santa Catarina o Río Grande del Sur en el sur de Brasil, en el sur del Paraguay, o en el oeste del Uruguay.

## Características
Presenta un cuerpo cilíndrico, alargado, fusiforme, que puede sobrepasar los 25 centímetros. Los miembros anteriores están ausentes, los miembros posteriores son vestigiales, de unos 10 mm de largo, y sin dedos. Su cola es muy larga, la cual es auto desprendida fácilmente cuando son capturados por ella. Su coloración general es olivácea, con bandas longitudinales negras que recorren el cuerpo. El vientre puede presentarse de color azulado en algunos ejemplares. Como las otras especies del género,  se caracteriza por la presencia de osteodermos, pliegues a los lados del cuerpo que permiten al tronco expandirse y contraerse durante la respiración.

## Hábitat
El hábitat es el sotobosque de selvas y bosques subtropicales; entre la hojarasca se desplaza con mucha facilidad. Sus costumbres semi fosoriales tornan dificultosa su observación. Se los suele encontrar bajo troncos en descomposición.

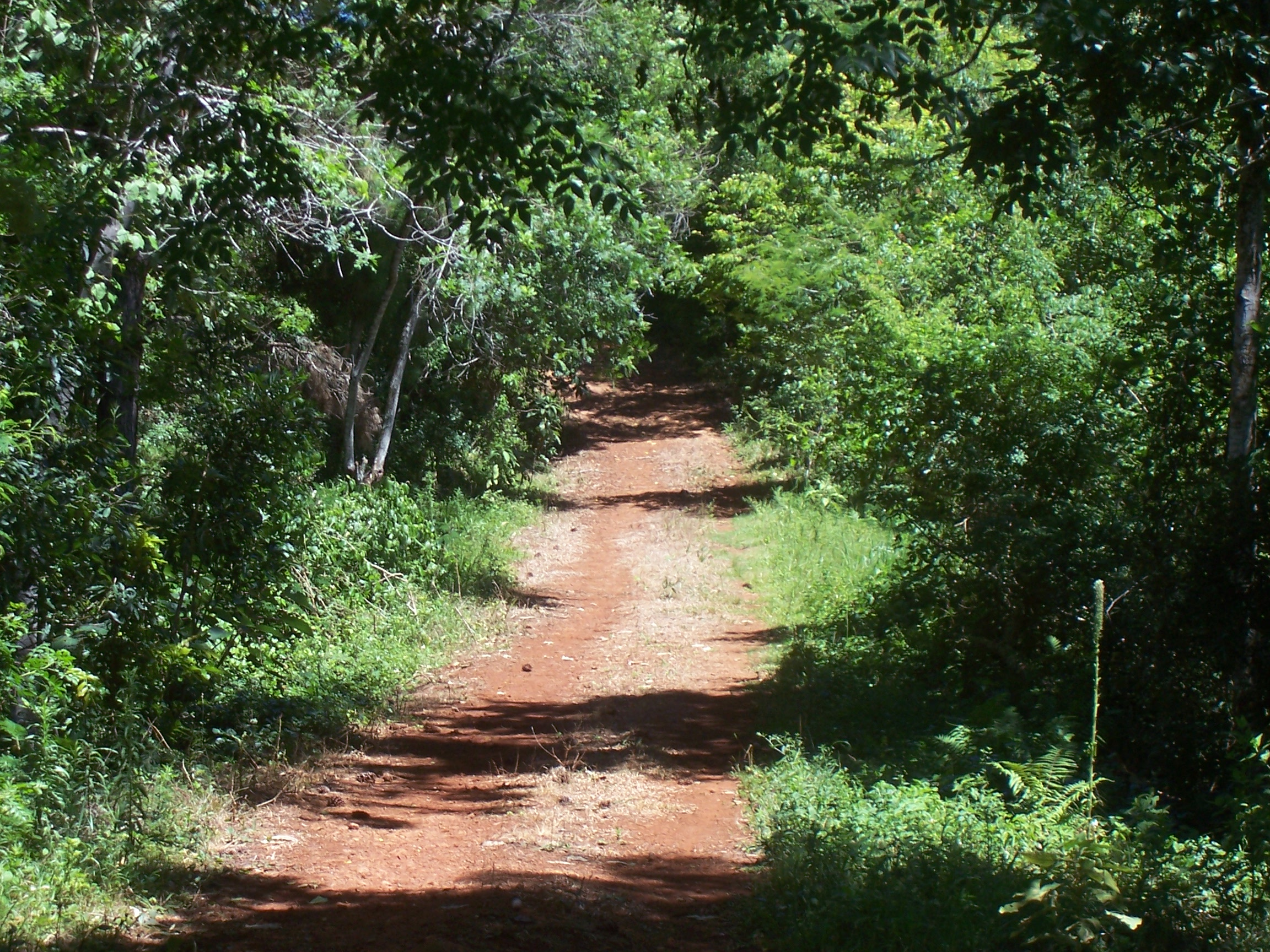
La selva misionera, hábitat de esta especie.

## Alimentación
Son insectívoros; continuamente rastrean el suelo del pastizal, en busca de larvas de insectos. 

## Predadores
Son predados por pequeños mamíferos, aves y lagartos overos.

## Reproducción
Se trata de una especie vivípara, cuyas crías al nacer miden unos 50 mm.

## Conservación
Se encuentra protegida en los parques nacionales: Iguazú, Mburucuyá, El Palmar, y en el parque provincial Urugua-í. Su categoría de conservación a nivel nacional es: «Insuficientemente Conocida».